# Rhopalochernes ohausi
Rhopalochernes ohausi är en spindeldjursart som först beskrevs av Albert Tullgren 1907.  Rhopalochernes ohausi ingår i släktet Rhopalochernes och familjen blindklokrypare. Inga underarter finns listade i Catalogue of Life.